# جیمز دنبی
جیمز دنبی (انگلیسی: James Denby; ۶ ژوئیهٔ ۱۸۹۲ – Mansfield, England) بازیکن فوتبال اهل بریتانیا بود.
از باشگاه‌هایی که در آن بازی کرده‌است می‌توان به باشگاه فوتبال چسترفیلد و باشگاه فوتبال ساوت‌همپتون اشاره کرد.